# Aleksandar Jovanović (ur. 1992)
Aleksandar Jovanović (ur. 6 grudnia 1992 w Niszu) – serbski piłkarz występujący na pozycji bramkarza w Huesce.